# Adolf Murray (militär)

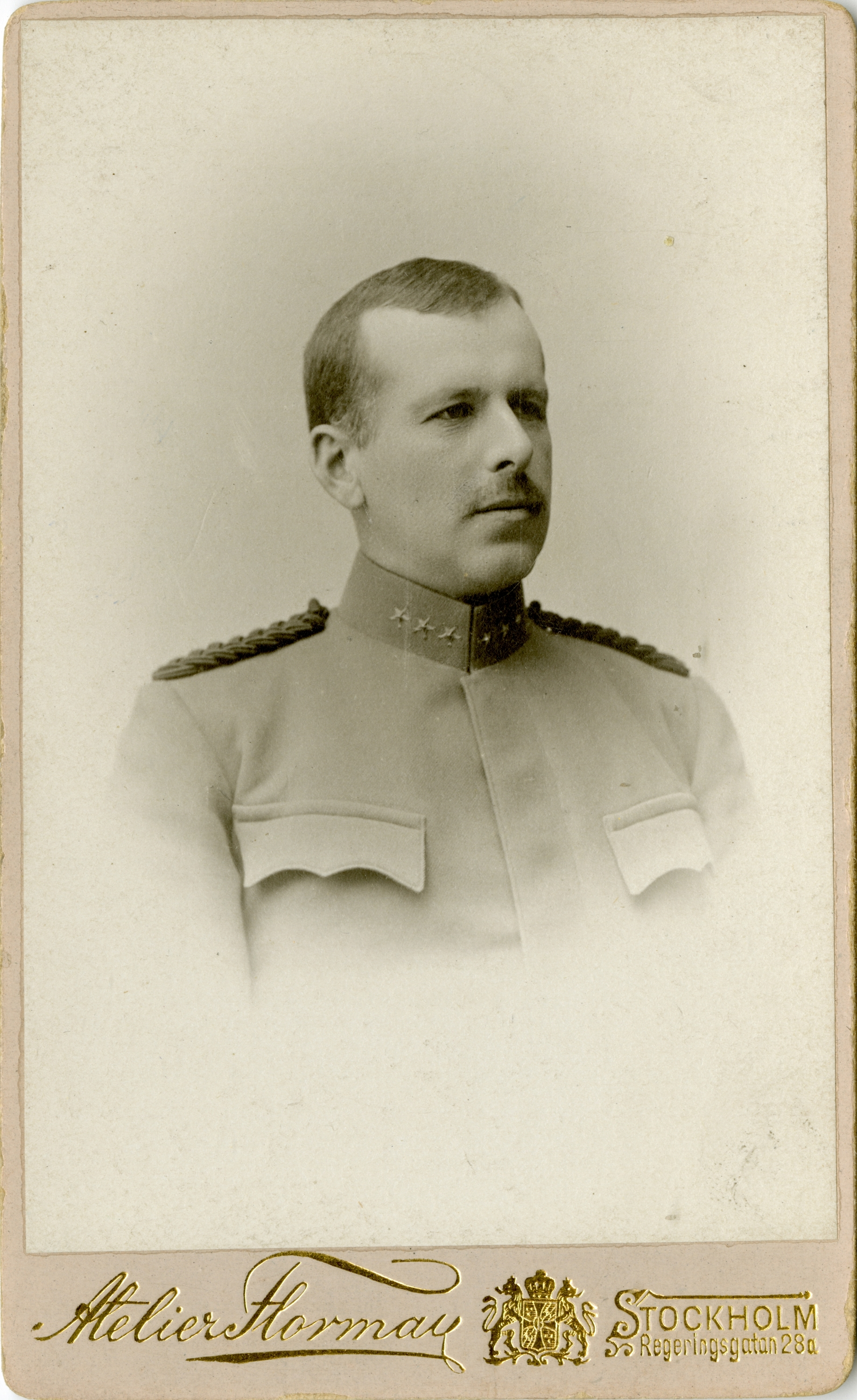
Adolf Murray som kapten vid Fortifikationen.

Carl Adolf Alfred Murray, född 7 september 1862 i Vetlanda, Jönköpings län, död 20 juni 1947 i Drottningholm, var en svensk militär och ståthållare. Han var bror till Walter Murray, far till Malcolm Murray och svärfar till Gösta von Stedingk.
Murray var adjutant hos kung Oscar II och senare hos kung Gustaf V. Han var ståthållare på Stockholms slott från 1910-talet och blev senare samtidigt tillförordnad ståthållare på flera av de andra kungliga slotten. I armén var Murray överste vid Kungliga fortifikationen. Han var under åren 1926-1932 ordförande i Militärsällskapet i Stockholm.

## Utmärkelser

### Svenska utmärkelser
- Konung Gustaf V:s jubileumsminnestecken med anledning av 70-årsdagen, 1928.[4]
- Konung Oscar II:s och Drottning Sofias guldbröllopsminnestecken, 1907.[5]
- Kommendör av första klassen av Svärdsorden, 6 juni 1922.[6]
- Kommendör av Svärdsorden, 6 juni 1918.[7]
- Riddare av Svärdsorden, 1903.[8]
- Kommendör med stora korset av Nordstjärneorden, 6 juni 1935.[9]
- Kommendör av första klassen av Nordstjärneorden, 12 april 1930.[10]
- Kommendör av första klassen av Vasaorden, 16 juni 1928.[11]
- Kommendör av Vasaorden, 6 juni 1921.[12]
- Riddare av Vasaorden, 1907.[13]

### Utländska utmärkelser
- Kommendör av andra klassen av Badiska Zähringer Löwenorden, senast 1915.[14]
- Riddare av Belgiska Leopoldsorden, senast 1908.[5]
- Storofficer av Belgiska Kronorden, senast 1931.[4]
- Storkorset av Belgiska Leopold II:s orden, senast 1940.[15]
- Storkorset av Danska Dannebrogorden, senast 1942.[16]
- Kommendör av andra graden av Danska Dannebrogorden, senast 1915.[14]
- Riddare av Danska Dannebrogorden, senast 1909.[17]
- Kommendör av första klassen av Finlands Vita Ros’ orden, senast 1931.[4]
- Riddare av Franska Hederslegionen, senast 1909.[17]
- Kommendör av Italienska Kronorden, senast 1915.[14]
- Storkorset av Lettiska Tre Stjärnors orden, senast 1931.[4]
- Storofficer med svärd av Nederländska Oranien-Nassauorden, senast 1925.[18]
- Storofficer av Nederländska Oranienhusorden, senast 1925.[18]
- Storkorset av Norska Sankt Olavs orden, senast 1940.[15]
- Kommendör av Norska Sankt Olavs orden, senast 1921.[19]
- Riddare av tredje klassen av Preussiska Röda örns orden, senast 1909.[17]
- Kommendör av Rumänska kronorden, senast 1909.[17]
- Riddare av första klass av Sachsiska Albreksorden, senast 1909.[17]
- Storkorset av Spanska Civilförtjänstorden, senast 1931.[4]
- Andra klassen av Turkiska rikets Meschidie-orden, senast 1909.[17]
- Officer av Österrikiska Frans Josefsorden, senast 1915.[14]